# Олег Јевенко
Олег Јевенко (рус. Олег Евенко — Минск, 21. јануар 1991) професионални је белоруски хокејаш на леду који игра на позицијама одбрамбеног играча.
Члан је сениорске репрезентације Белорусије за коју је на међународној сцени дебитовао на светском првенству 2014. године. 
Од 2015. има уговор са НХЛ лигашем Коламбус блу џакетсима.